# Maksim Borisovich Barsov
Maksim Borisovich Barsov (tiếng Nga: Максим Борисович Барсов; sinh ngày 29 tháng 4 năm 1993) là một tiền đạo bóng đá người Nga, hiện đang thi đấu cho câu lạc bộ PFC Sochi.

## Sự nghiệp câu lạc bộ
Anh có màn ra mắt tại giải hạng 2 Nga cho Volga Ulyanovsk vào ngày 2 tháng 8 năm 2012 trong trận đấu với Spartak Yoshkar-Ola.

## Danh hiệu
- Vua phá lưới giải bóng đá chuyên nghiệp quốc gia Nga khu vực phía Tây: 2016–17.[2]